# Venezillo brevipalma
Venezillo brevipalma är en kräftdjursart som beskrevs av Nunomura 2003B. Venezillo brevipalma ingår i släktet Venezillo och familjen Armadillidae. Inga underarter finns listade i Catalogue of Life.